# Акт «О государственной независимости Азербайджанской Республики»
Акт «О государственной независимости Азербайджанской Республики» (азерб. Azərbaycan Respublikasının Dövlət Müstəqilliyi haqqında Konstitusiya Aktı) — конституционный акт, основанный на Декларации о независимости, принятой Национальным Советом Азербайджана 28 мая 1918 года и на Декларации Верховного Совета Азербайджанской Республики от 30 августа 1991 года «О восстановлении государственной независимости Азербайджанской Республики», провозгласивший 18 октября 1991 года восстановление государственной независимости Азербайджана.

## Предыстория
28 мая 1918 года Национальный Совет Азербайджана принял Декларацию о независимости, провозгласив Азербайджанскую Демократическую Республику. Но в середине апреля 1920 года части 11-й Красной армии перешли азербайджанскую границу и вошли в Баку. 28 апреля 1920 года было объявлено о создании на территории АДР Азербайджанской Советской Социалистической Республики.

## Принятие акта
Верховный Совет Азербайджана 30 августа 1991 года принял Декларацию «О восстановлении государственной независимости Азербайджанской Республики». Затем основываясь на Декларации 1918 года, руководствуясь Декларацией от 30 августа 1991 года Верховный Совет 18 октября 1991 года принял Конституционный Акт и объвил о восстановлении независимости Азербайджанской Республики.
В связи с принятием Конституционного Акта Верховный Совет Азербайджана 15 ноября 1991 года постановил провести референдум по вопросу о государственной независимости Азербайджанской Республики. 29 декабря 1991 года, уже после распада СССР,  в Азербайджане состоялось всенародное голосование по одному вопросу: «Поддерживаете ли вы принятый Верховным Советом Азербайджанской Республики Конституционный Акт «О государственной независимости Азербайджанской Республики». Народ проголосовал за государственную независимость.